# Ceratium uteri
Ceratium uteri is een soort in de taxonomische indeling van de Myzozoa, een stam van microscopische parasitaire dieren. Het organisme komt uit het geslacht Ceratium en behoort tot de familie Ceratiaceae. Ceratium uteri werd in 1934 ontdekt door A.S. Campbell.